# Classe Bay (nave da sbarco)
La classe Bay è una classe di quattro Landing Ship Dock (Auxiliary) (LSD(A)) in servizio nella Royal Fleet Auxiliary e nella Royal Australian Navy.

## Descrizione
Dal design Enforcer, sviluppato congiuntamente dalla marina olandese e da quella spagnola all'inizio degli anni 90 per dotarsi di navi da trasporto anfibio, i due paesi realizzeranno 4 navi: le 2 unità della classe Rotterdam per la Koninklijke Marine realizzate dalla Koninklijke Schelde e le 2 della classe Galicia per l'Armada Española realizzate dalla Navantia.

In seguito il design Enforcer verrà utilizzato dalla Swan Hunter per rispondere, nel 2000, ad una richiesta del MoD per 2 (più 3 in opzione) navi per sostituire le landing ship logistics (LSL) della classe Round Table della Royal Fleet Auxiliary.

Alla fine solo 4 navi saranno realizzate, le prime due dalla Swan Hunter e le altre due dalla BAE Systems Naval Ships.

La differenza principale rispetto alle Landing Platform Dock Rotterdam/Galicia, dal cui design derivano, è che le versioni britanniche non hanno l'hangar per gli elicotteri.

Le navi furono in origine designate Auxiliary Landing Ship Logistics (ALSL), ma questa fu cambiata nel 2002 in Landing Ship Dock (Auxiliary) (LSD(A)), per meglio riflettere il loro ruolo operativo e per metterle in linea con le designazioni NATO per le navi della marina reale.

## Unità
| Royal Fleet Auxiliary              | Royal Fleet Auxiliary | Royal Fleet Auxiliary | Royal Fleet Auxiliary | Royal Fleet Auxiliary | Royal Fleet Auxiliary             |
| Nome                               | Impostata             | Varata                | In servizio           | Fuori servizio        | Note                              |
| ---------------------------------- | --------------------- | --------------------- | --------------------- | --------------------- | --------------------------------- |
| RFA Largs Bay (L3006)              | 28 gennaio 2002       | 18 luglio 2003        | 28 novembre 2006      | aprile 2011           | Venduta alla RAN nell'aprile 2011 |
| RFA Lyme Bay (L3007)               | 22 novembre 2000      | 3 settembre 2005      | 26 novembre 2007      | -                     | Attiva al 2016                    |
| RFA Mounts Bay (L3008)             | 25 agosto 2002        | 9 aprile 2004         | 13 luglio 2006        | -                     | Attiva al 2016                    |
| RFA Cardigan Bay (L3009)           | 13 ottobre 2003       | 8–9 aprile 2005       | 18 dicembre 2006      | -                     | Attiva al 2016                    |
| Royal Australian Navy              |                       |                       |                       |                       |                                   |
| Nome                               | Acquisita             | Acquisita             | In servizio           | Fuori servizio        | Note                              |
| HMAS Choules (L100) (ex-Largs Bay) | 6 aprile 2011         | 6 aprile 2011         | 13 dicembre 2011      |                       | Attiva al 2016                    |